# Greg Junod
Pour les articles homonymes, voir Junod.
Greg Junod, de son vrai nom Grégory Junod, né le 23 janvier 1988  à Châtel-Saint-Denis en Suisse, est un pilote de vitesse moto suisse.
Il remporte en 2009 le titre de Champion Suisse Superstock 1000 et devient ainsi, à 21 ans, le plus jeune pilote à remporter ce titre. En 2010, il monte sur la 3e marche du podium des 24 Heures Moto du Mans devenant le premier Suisse, depuis Jacques Cornu et Sergio Pellandini en 1983, à réussir cet exploit.

## Biographie
Greg Junod commence la compétition en 1994 par le karting. En 1996, il dispute le Championnat Suisse en catégorie Mini aux côtés d’un certain Sébastien Buemi. Il y démontre très rapidement d’excellentes dispositions mais se sent malgré tout plus attiré par la moto.
En 2003, à seulement 15 ans, il dispute sa première saison de compétition en Championnat Suisse Promosport. Sa première course sur le tracé du Circuit de Lédenon se solde par une 4e place sur plus de 30 pilotes sous une pluie diluvienne. Ses talents d’équilibriste révélés en karting font également merveille sur 2 roues.
Après 3 saisons en Championnat Suisse, Greg Junod franchi un cap et se lance en 2006, à 18 ans, en Coupe d’Europe Superstock 600. Il signe son meilleur résultat à TT Circuit Assen (Pays-Bas) en terminant 5e. Ses résultats au cours de cette première saison internationale lui valent de se faire remarquer par une équipe italienne qui l’engage pour disputer la Coupe d’Europe Superstock 600 en 2007. Malheureusement, le manque de performances incite Greg Junod à trouver un accord pour quitter l’équipe. Il termine la saison 2007 dans une équipe suisse en remportant les 3 dernières manches du Championnat Suisse Superstock 600.
En 2008, Greg Junod fait le saut en Coupe du monde Superstock 1000. Il est victime d’une énorme chute durant la préparation hivernale, et son team n’ayant que peu de moyens, Greg Junod se retrouve à devoir disputer une saison entière avec une moto rafistolée. À ce niveau, cela ne pardonne pas et il termine la saison avec comme meilleur résultat une 14e place à Monza sur le circuit de l'Autodromo Nazionale di Monza, profitant d’une énorme chute collective au départ.
En panne de confiance et lassé par les contre-performances dues à des teams amateurs, Greg Junod décide en 2009 de monter sa propre structure pour disputer le Championnat Suisse Superstock 1000. Ses résultats lui donnent raison puisqu’il remporte le titre national dans cette catégorie. En parallèle, il dispute les 24 Heures Moto du Mans et le Bol d'or avec le RAC 41 managé par Arnaud Larose. Là aussi, les résultats sont remarquables puisqu'ils terminent respectivement 5e et 4e de ces 2 épreuves de légende avec une équipe constituée à 100 % de bénévoles.

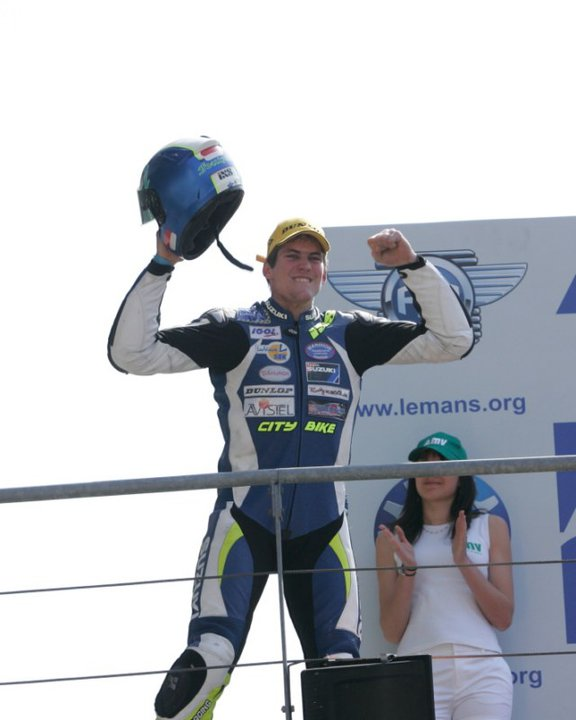
Greg Junod à son arrivée sur le podium des 24 Heures du Mans

En 2010, Greg Junod continue son ascension. Lors des 24 Heures Moto du Mans, manche d’ouverture du Championnat du Monde d’Endurance, il monte sur la 3e marche du podium, avec le RAC41. En Championnat Suisse, Superstock 1000, les 6 premières manches se soldent par 5 victoires, un record de piste  à Most (République tchèque), et un abandon sur casse mécanique alors qu’il était confortablement installé en tête. Ce début de saison en fanfare lui entrouvre les portes de teams professionnels, puisqu’il est contacté en cours de saison pour faire un remplacement dans l’équipe de Suzuki Pologne pour la manche Superbike de Most, (République tchèque), qu’il remporte devant Andy Meklau, un ancien pilote de Grand Prix moto et de Mondial Superbike. Une bonne nouvelle n’arrivant jamais seule, il est également choisi pour remplacer Gregorio Lavilla au sein du GMT 94 pour le Bol d'or 2010 et le RAC41 accepte de le prêter pour cette manche. Alors qu'il était confortablement installé en 2e position sur la Yamaha officielle, aux côtés de David Checa et Kenny Foray, Greg Junod se fait percuter par un pilote attardé à 9h30 du matin, après 18h30 de course. Malgré des cervicales luxées, il parvient à ramener la moto aux box en la poussant sur plus d’un kilomètre, pour permettre à l’équipe de terminer la course, en 5e position. Cette blessure le contraint toutefois à déclarer forfait pour les 2 dernières manches du Championnat Suisse Superstock 1000 et Patrick Muff en profite pour empêcher Greg Junod de remporter un deuxième titre consécutif.

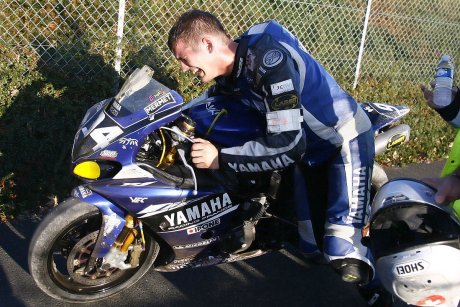
Greg Junod ramène la moto du GMT 94 à la poussée après avoir été percuté malgré une luxation des vertèbres cervicales

Malgré cette fin de saison en queue de poisson, 2011 s’annonce sous les meilleurs auspices : Greg Junod est engagé par Suzuki pour disputer le Championnat de Pologne Superbike, et le RAC 41 gagne le statut de Yamaha Junior Team pour le Championnat du Monde d’Endurance. Mais le 11 février 2011, Greg Junod est frappé par une immense tragédie : Arnaud Larose, le team manager du RAC 41, qui était venu rendre visite à Greg pour son repas de soutien en Suisse périt dans un accident d’avion de tourisme avec son épouse Laurence, deux de leurs enfants et le pilote, un ami de Greg Junod.
Grâce au soutien de Yamaha France, il intègre le Team Yamaha Maco Racing pour disputer le Championnat du Monde d’Endurance 2011. Greg Junod termine cette saison avec un titre de vice-champion de Pologne Superbike et une 9e place au classement du Championnat du Monde d’Endurance.
Pour 2012, convaincu du potentiel de Greg Junod, le Team Yamaha Maco décide de l’engager pour disputer la Coupe d’Europe Superbike en plus du Championnat du Monde d’Endurance. La saison est passablement marquée par les ennuis techniques en Endurance et l’équipe termine la saison à un décevant 15e rang. En coupe d’Europe Superbike, fort d’une victoire lors de la manche de Poznań, Greg Junod termine au 6e rang final.
Malgré les soucis techniques, ses performances suscitent l'intérêt de plusieurs Teams en championnat d'Endurance. C'est ainsi qu'il intègre le légendaire Team National Motos pour la saison d'Endurance 2013. Aux côtés d'Olivier Four et Michael Rutter, ils terminent le Bol d'or 2013 à une encourageante 6e place EWC et 8e du classement général.

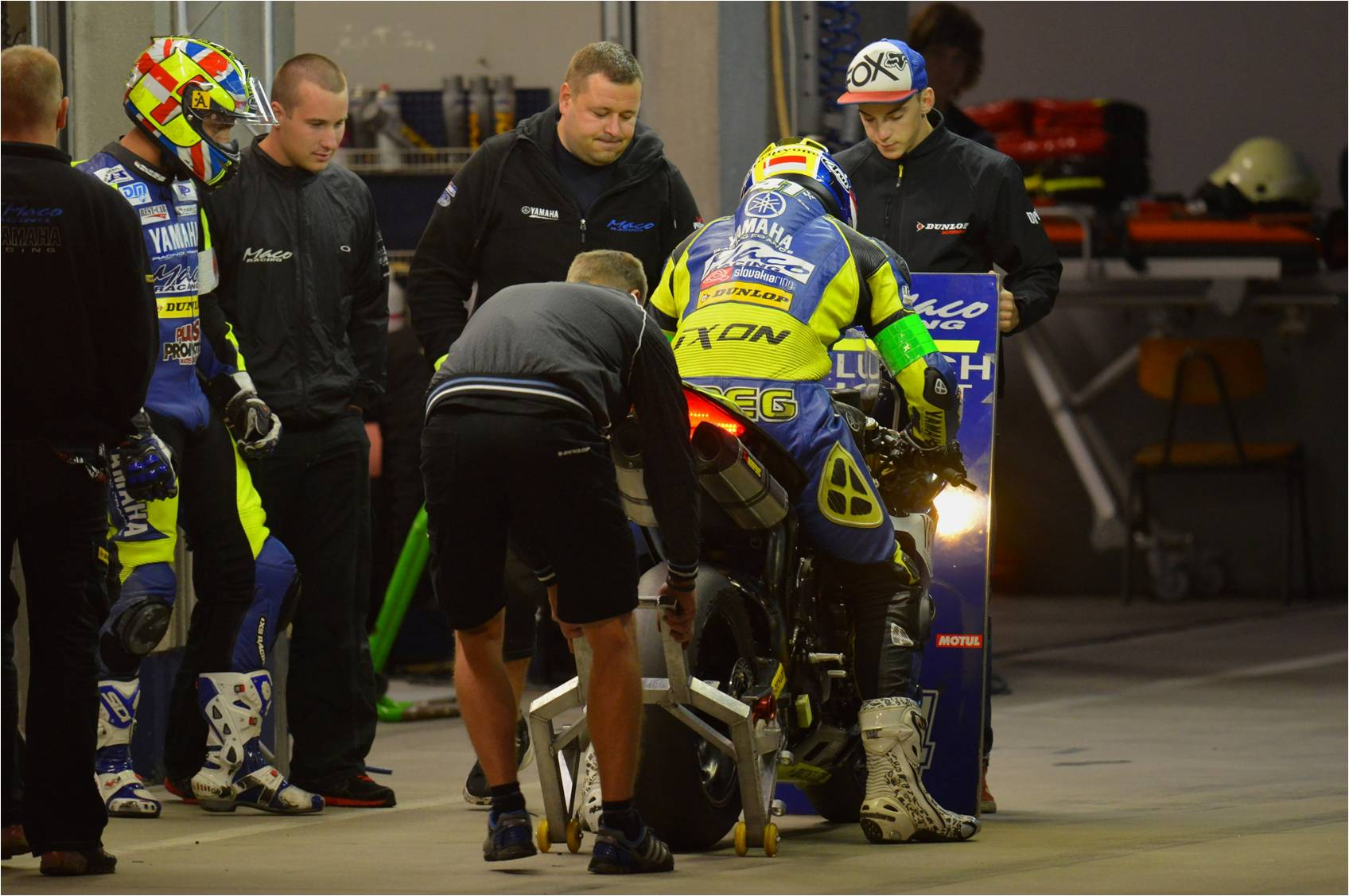
Greg Junod en ravitaillement
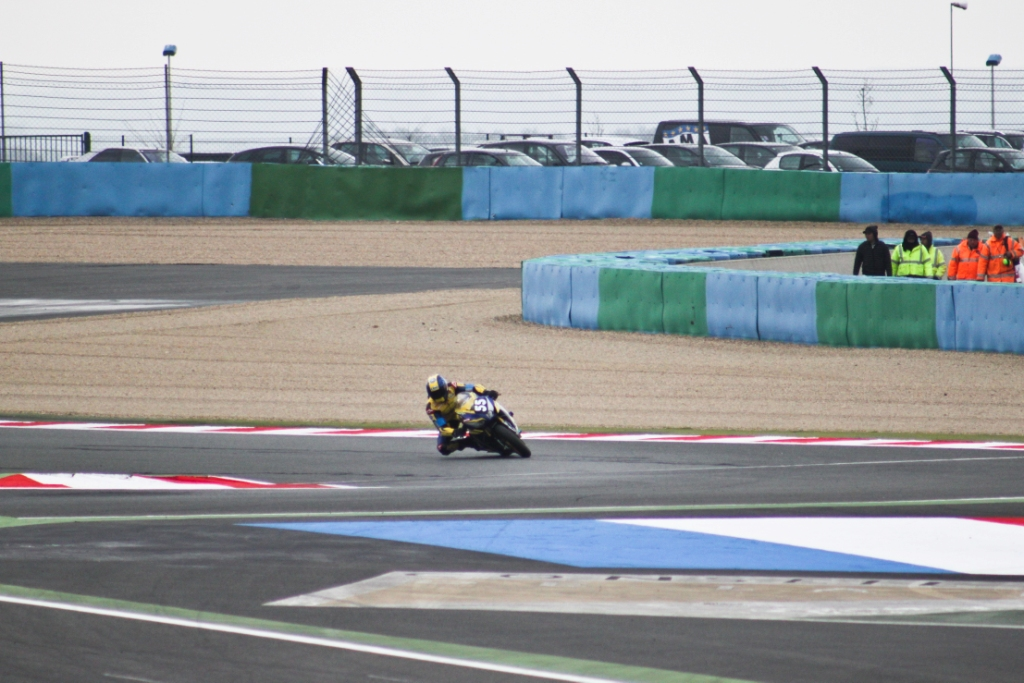
Greg Junod dans un virage du Bol d'or 2013
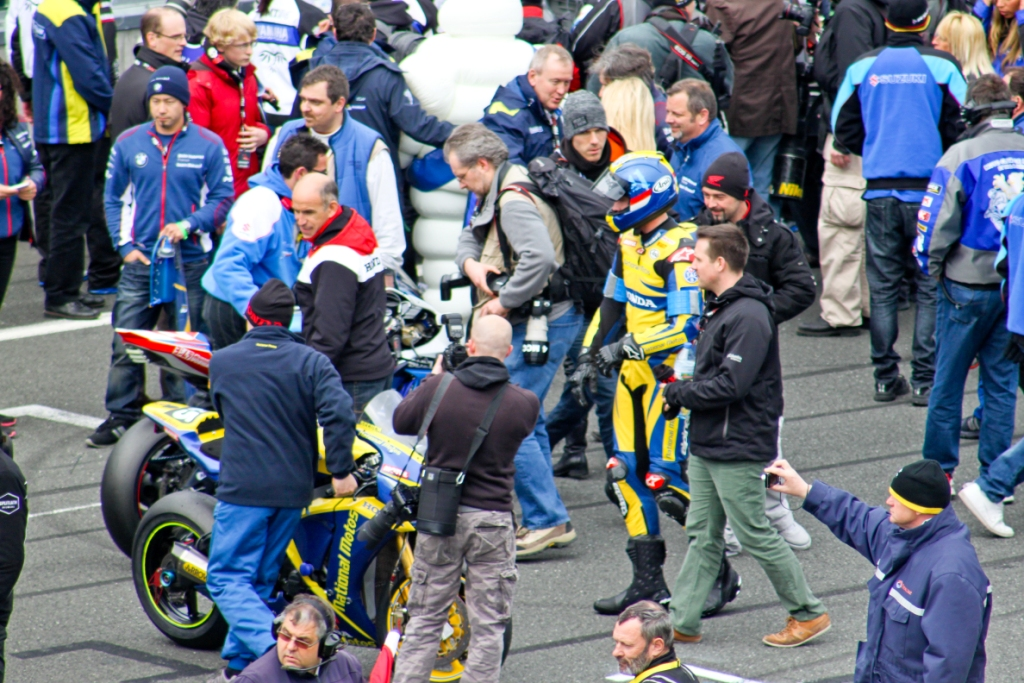
Les frères Junod s'avançant sur la grille de départ du Bol d'Or 2013
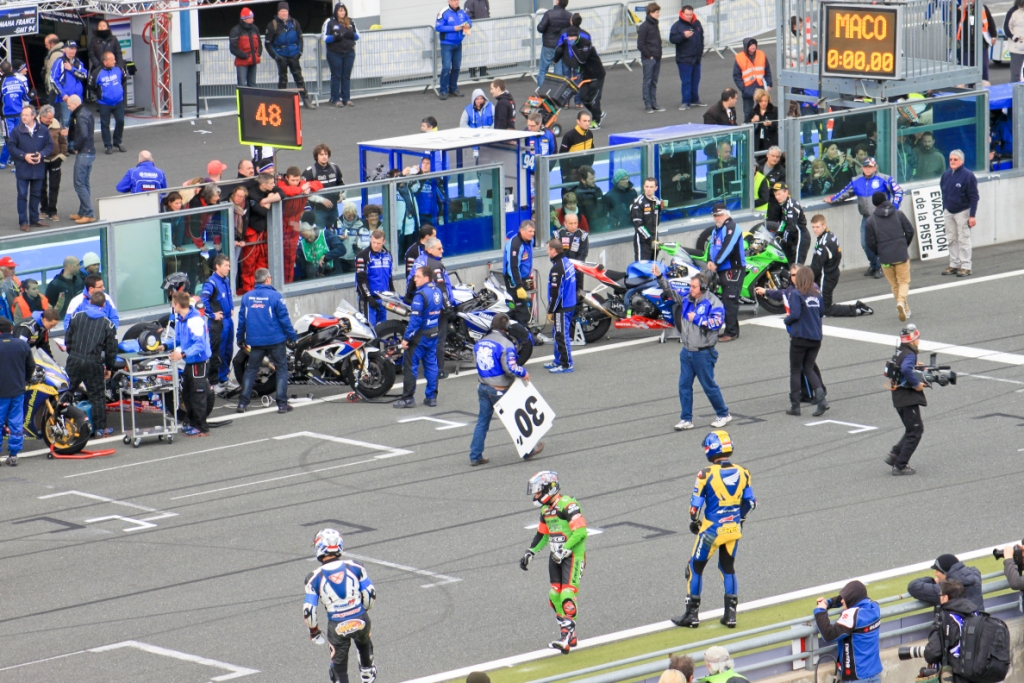
Positionnement de Greg (6e) sur la grille de départ au bol d'or 2013
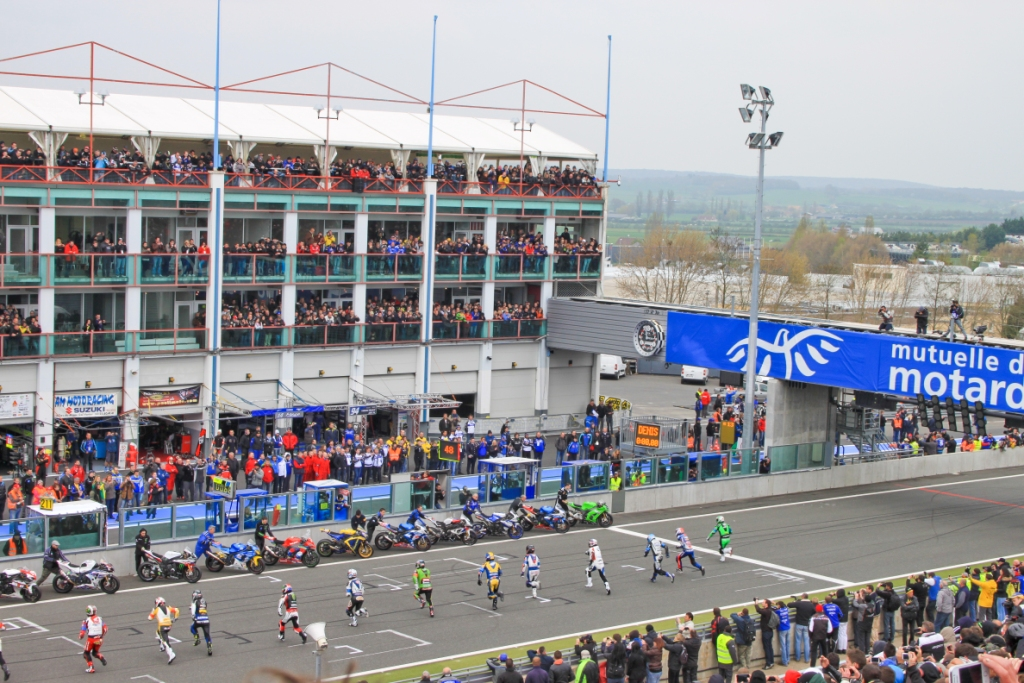
Départ de Greg Junod lors du Bol d'or 2013
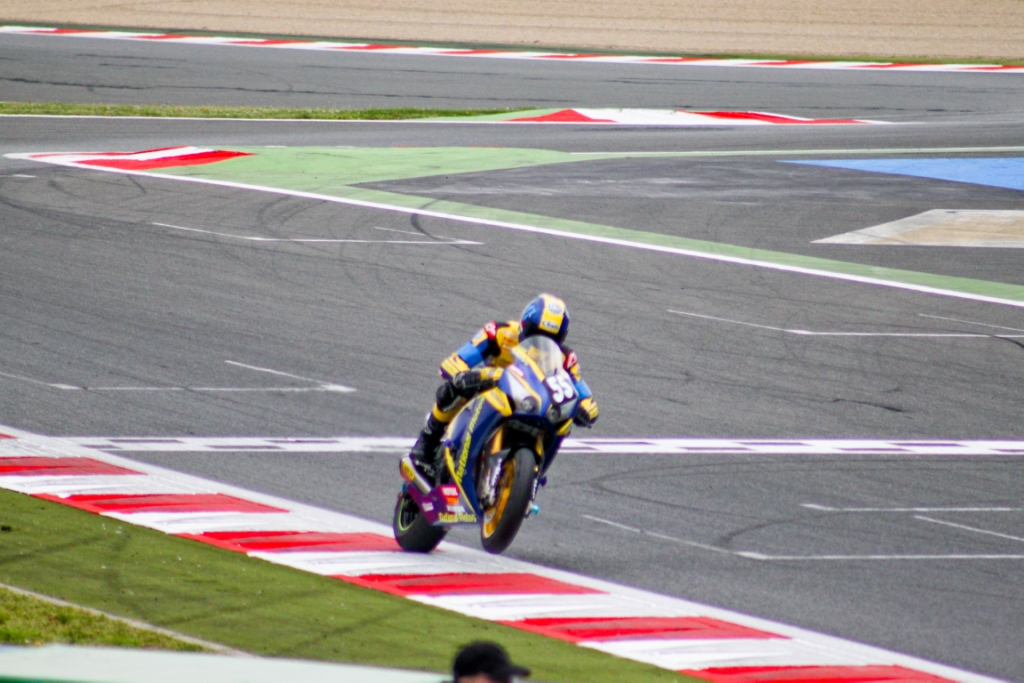
Greg Junod pendant le Bol d'or 2013

## Vie privée
Greg Junod vit actuellement à Forel (Lavaux),  Suisse.

## Palmarès
| Saison | Résultats |
| ------ | --- |
| 2009   | - Champion Suisse Superstock 1000 (3 victoires) - 5e EWC des 24 Heures Moto du Mans avec le Team RAC 41 - 4e du Bol d'or avec le Team RAC 41                                                                                                 |
| 2010   | - Vice Champion Suisse Superstock 1000 (5 victoires et un record de piste à Most CZ) - 3e des 24 Heures Moto avec le Team RAC 41 - 5e du Bol d'or avec le GMT 94 - Gazz Info Award du Rookie of the Year en Championnat du Monde d'Endurance |
| 2011   | - Vice Champion de Pologne Superbike (3 victoires) - 3e de la Coupe Formula Extrema (1 victoire) - 9e du Championnat du monde d'Endurance EWC                                                                                                |
| 2012   | - 15e du Championnat du Monde d'Endurance - 6e de la Coupe d'Europe Superbike (1 victoire) |